# Dysphania fannitta
Dysphania fannitta är en fjärilsart som beskrevs av Swinhoe 1908. Dysphania fannitta ingår i släktet Dysphania och familjen mätare. Inga underarter finns listade i Catalogue of Life.